# Etnia 2000
Etnia 2000 es el nombre del segundo disco del grupo Ekon lanzado en 2000.

## Canciones
| N.º | Título                 | Duración |  |
| 1.  | «Gazte gaizto»         |          |  |
| 2.  | «Kronika»              |          |  |
| 3.  | «Mendekuaren hutsunea» |          |  |
| 4.  | «Eraiki»               |          |  |
| 5.  | «Psiko»                |          |  |
| 6.  | «Ekosabotaia»          |          |  |
| 7.  | «Mezua zuretzat»       |          |  |
| 8.  | «(H) ura»              |          |  |
| 9.  | «Ezin ihesi»           |          |  |

- Datos: Q8843695